# Magnac-Lavalette-Villars
Magnac-Lavalette-Villars – miejscowość i gmina we Francji, w regionie Nowa Akwitania, w departamencie Charente.
Według danych na rok 1990 gminę zamieszkiwało 365 osób, a gęstość zaludnienia wynosiła 15 osób/km² (wśród 1467 gmin regionu Poitou-Charentes Magnac-Lavalette-Villars plasuje się na 658. miejscu pod względem liczby ludności, natomiast pod względem powierzchni na miejscu 274.).